# Oksana Jermakowa
Oksana Iwanowna Jermakowa, Oksana Jermakova (ros. Оксана Ивановна Ермакова; ur. 16 kwietnia 1973 w Tallinnie) – estońsko-rosyjska szpadzistka, dwukrotna medalistka olimpijska, medalistka mistrzostw świata i Europy.
Walczyła lewą ręką. Podczas igrzysk olimpijskich w Atlancie w 1996 roku, startując w barwach Estonii, była piąta w zawodach drużynowych i piętnasta w indywidualnych. Na rozgrywanych cztery lata później igrzyskach olimpijskich w Sydney, już jako reprezentantka Rosji, razem z Kariną Aznawurian, Tatjaną Łogunową i Mariją Maziną zwyciężyła drużynowo. Brała też udział w igrzyskach olimpijskich w Atenach w 2004 roku, gdzie Rosjanki obroniły tytuł mistrzyń, startując w składzie: Karina Aznawurian, Tatjana Łogunowa, Anna Siwkowa i Oksana Jermakowa. W zawodach indywidualnych zajęła 20. pozycję.
Na mistrzostwach świata w Budapeszcie w 1991 roku, w barwach ZSRR, zdobyła brąz indywidualnie oraz w drużynie. Dla Estonii sięgnęła po złoto indywidualnie podczas mistrzostw świata w Essen w 1993 roku (pokonując w finale Włoszkę Laurę Chiesę) i brąz drużynowo na mistrzostwach świata w Hadze w 1995 roku (wspólnie z Maariką Võsu, Merle Esken i Heidi Rohi). Jako reprezentantka Rosji wywalczyła złoto w rywalizacji drużynowej na mistrzostwach świata w Hawanie w 2003 roku. 
Na mistrzostwach Europy zdobyła łącznie sześć medali (trzy złote, jeden srebrny i dwa brązowe), wszystkie dla Rosji. Złote medale zdobywała w zawodach drużynowych na: mistrzostwach Europy w Bourges w 2003 roku, mistrzostwach Europy w Kopenhadze w 2004 roku i mistrzostwach Europy w Zalaegerszeg w 2005 roku.